# Daria Bonfietti
Daria Bonfietti (Mantova, 5 luglio 1945) è una politica italiana.

## Biografia
Suo fratello maggiore, Alberto, morì il 27 giugno 1980 nel disastro aereo noto come strage di Ustica; nel 1988 è stata pertanto cofondatrice dell'associazione dei parenti delle vittime della sciagura (finalizzata a perseguire l'accertamento delle relative verità e responsabilità), di cui è altresì presidente.
Nel 1994 si candida alla Camera dei deputati per il Partito Democratico della Sinistra, all'interno della coalizione Alleanza dei Progressisti, guidata da Achille Occhetto; risulta eletta nel collegio 16 (Bologna-Pianoro) della circoscrizione dell'Emilia-Romagna. A Montecitorio aderisce al gruppo parlamentare Progressisti-Federativo (che riunisce PDS, La Rete, Cristiano Sociali e Verdi) ed entra a far parte della commissione parlamentare d'inchiesta sul terrorismo in Italia e sulle cause della mancata individuazione dei responsabili delle stragi, di cui diviene segretaria. Siede inoltre nelle commissioni giustizia e finanze.
Nel 1996 viene eletta al Senato della Repubblica per il PDS nel collegio di Imola; alle successive elezioni del 2001 è riconfermata a Palazzo Madama nel collegio di Bologna-Mirandola per i Democratici di Sinistra. A Palazzo Madama fa parte delle Commissioni giustizia, infanzia, affari esteri-emigrazione, finanze e tesoro, tutela e promozione dei diritti umani; è inoltre inclusa nella delegazione italiana all'assemblea parlamentare dell'OSCE. Termina il suo mandato parlamentare nel 2006.